# Raucourt (Ardennes)
Raucourt is een plaats in het Franse departement Ardennes en de hoofdplaats van de gemeente Raucourt-et-Flaba.
Hendrik de La Tour d'Auvergne, de prins van Sedan, had ook de titel vorst van Raucourt. De plaats was een zelfstandige gemeente tot het in 1828 werd samengevoegd met het aangrenzende Flaba.